# Cristálida
"Cristálida" o "Aguas claras de Olimpos" es una canción compuesta por el músico argentino Luis Alberto Spinetta e interpretada por la banda Pescado Rabioso, que integra el álbum doble Pescado 2 de 1973, segundo álbum de la banda, ubicado en la posición n.º 19 de la lista de los 100 mejores discos del rock argentino por la revista Rolling Stone.
Para grabar este tema, Pescado Rabioso utilizó su formación habitual pero con un agregado orquestal. Spinetta en guitarra, Carlos Cutaia en órgano Hammond y piano, David Lebón en bajo y Black Amaya en batería y percusión. Las voces a cargo de Spinetta (primera) y Lebón (segunda y coros). El grupo orquestal es una orquesta de cámara integrada por cuerdas, bronces, arpa y percusión, y fue dirigido por Cutaia.

## La canción
"Cristálida" o "Aguas claras de olimpo" es el décimo octavo y último track (Disco 2, Lado B, track 18), del álbum doble Pescado 2. Se trata de un tema extenso (8:42), con la forma de una suite sinfónica. Para obtener el sonido buscado Spinetta convocó a músicos clásicos para organizar una orquesta de cámara, con cuerdas, bronces, arpa y percusión, dirigidos por Cutaia. Algo que nunca se había hecho en el rock argentino. La anécdota cuenta que los músicos, provenientes del prestigioso Teatro Colón de Buenos Aires, pusieron en duda la capacidad de esos jóvenes para dirigir una orquesta.

Los tenía que dirigir Cutaia pero los tipos lo probaban, lo querían correr. Finalmente se dieron cuenta de que Cutaia sabía de eso y grabaron sin vueltas. Nosotros nos sentimos muy bien cuando Cutaia demostró que podía hacerlo
David Lebón

El tema cuenta con cinco líneas melódicas que se entrelazan de acuerdo al siguiente esquema: 
- A-B-C
- A-B-D-E
- A-B-C
- A-B-D-E
- (silencio)
- C

Las series de líneas melódicas se inician en espacios acústicos relajados ("aguas claras de olimpos"), para ir creciendo progresivamente hacia espacios de mayor energía, coronados por los momentos sinfónicos en las líneas C, D y E. El ingreso de los platillos primero, el órgano y la ensoñación del arpa luego, permiten volver sucesivamente al relax inicial. La segunda voz de Lebón, el papel relevante del bajo y la entrada triunfal de los bronces, le dan dramatismo a la obra. El punto culminante lo anuncian las cuerdas, para dar paso a la orquesta en pleno, junto a la banda, sosteniendo a Spinetta mientras se pregunta "cómo hacer que este valle de huecos no suba mas por mí", y terminar proclamando tres veces "¡No tengo más Dios!", seguido de un silencio que se hace incómodo. Pero el tema renace con una última serie de la línea melódica C, mientras Spinetta cierra el tema gritando "todo gigante muere cansado de devorar a los de abajo".

Creo que el verso clave de esta canción es “cómo hacer que este valle de huecos no suba más por mí”. Cómo hacer que los sueños mitológicos no perturben más. “El valle de huecos” es el valle represivo del miedo, del pecado. Las cosas más represivas del alma. El tema es anticlerical y antidogmático. Después yo digo “No tengo más Dios” como un grito de liberación. Yo buscaba la libertad pero mi sueño de libertad se veía amenazado por los monstruos que yo mismo había generado. Al decir “No tengo más Dios” decía: no al Dios que yo reconozco en el Olimpo, quiero un Dios individual. Quiero mi Olimpo propio, mis poderes propios, y no la alienación. La alienación sería aceptar una represión del tipo religioso, o la inoculación del poder religioso en la vida social.
Luis Alberto Spinetta

Cristálida es el último tema del último álbum de Pescado Rabioso, como banda. Spinetta escribe en el cuadernillo del álbum correspondiente a Cristálida: "¡LIBERACIÓN!¡LIBERTAD!". Y agrega en mayúsculas:

¿QUE PODER PUEDE ABORTARME LA SED DE MI PIEL?